# Cyclosa chichawatniensis
Cyclosa chichawatniensis är en spindelart som beskrevs av Mukhtar och Mushtaq 2005. Cyclosa chichawatniensis ingår i släktet Cyclosa och familjen hjulspindlar.
Artens utbredningsområde är Pakistan. Inga underarter finns listade i Catalogue of Life.